# Mesoleius tenthredinis
Mesoleius tenthredinis är en stekelart som beskrevs av Morley 1912. Mesoleius tenthredinis ingår i släktet Mesoleius och familjen brokparasitsteklar. Arten är reproducerande i Sverige. Inga underarter finns listade i Catalogue of Life.